# Gail Jones
Pour les articles homonymes, voir Jones.
Gail Jones, née le 17 juin 1955 à Harvey en Australie-Occidentale, est une romancière, nouvelliste et essayiste australienne.

## Biographie
Gail Jones est née à Harvey en Australie-Occidentale. Docteur ès lettres, elle a longtemps enseigné comme professeur associé au département de littérature de University of Western Australia, à Perth, et est aujourd'hui professeur à Sydney, au sein du comité de recherche sur l'écriture et la société (Writing and Society Research Group) de University of Western Sydney. Elle partage son temps entre l'écriture, la recherche et l'enseignement universitaire (écriture littéraire, théorie littéraire, littérature et littérature postcoloniale, cinéma et cultural studies).
Gail Jones est l'auteur de quatre romans : Sorry (2007), paru en français sous le titre Pardon (Mercure de France, 2008), Dreams of Speaking (2006), Sixty Lights (2004) et Black Mirror (2002).
Ses premiers livres publiés ont été des recueils de nouvelles : Fetish Lives (1997) ; The House of Breathing (1992).
Elle est également l'auteur d'un essai, The piano (2007), sur le film homonyme de Jane Campion.

## Œuvres

### Romans
- The Name of the Sister (2025)
- One Another (2024)
- Salonika Burning (2022)
- Sorry (Harvill Secker, Random House UK, Londres, 2007 ; Vintage Books, Random House Australia, Sydney, 2007)
  - édition française : Pardon (Mercure de France, Paris, 2008, traduction de Sika Fakambi). Sélection du Prix Femina étranger 2008 ;
  - édition allemande : Perdita (Edition Nautilus, Hambourg, 2009, traduction de Conny Lösch)
- Dreams of Speaking (Harvill Secker UK, Londres, 2006 ; Random House Australia, Sydney, 2006)
  - édition allemande : Der Traum vom Sprechen (Edition Nautilus, Hambourg, 2007, traduction de Conny Lösch)
- Sixty Lights (The Harvill Press, Random House UK, Londres, 2004).
  - édition allemande : Sechzig Lichter (Edition Nautilus, Hambourg, 2005, traduction de Conny Lösch)
  - édition espagnole : La memoria de la luz (Rocca Editorial, Barcelona, 2005, traduction de Ines Belaustegui)
  - édition néerlandaise : Een zee van licht (J.M. Meulenhoff, Amsterdam, 2005, traduction de Willemijn de Jonge)
  - édition polonaise : Sześćdziesiąt świateł (Warszawskie Wydawnictwo Literackie Muza, Varsovie, 2006, traduction de Anna Bartkowicz)
  - autres traductions parues ou en cours : portugais
- Black Mirror (Picador, Pan MacMillan Australia, Sydney, 2002).

### Recueils de nouvelles
- Fetish Lives (Fremantle Arts Centre Press, 1997)
  - édition italienne : Vite Feticcio (Giovanni Tranchida Editore, Milan, 1998, traduction de Roberta Buffi)
  - édition tchèque : Převtělení Madame Tussaudové (One Women Press, Prague, 2001, traduction de Alexandra Büchlerová)
  - autres traductions parues ou en cours : hongrois (extraits en revue) ; français (Virages, la nouvelle en revue, Toronto, 2001)
- The House of Breathing (Fremantle Arts Centre Press, Fremantle, 1992)
  - édition italienne : La Casa del Respiro (Giovanni Tranchida Editore, Milan, 1999, traduction de Roberta Buffi)
  - autres traductions parues ou en cours : croate

### Essais
- The piano (Currency Press, Australian Film Commission National Film & Sound Archive, Sydney, Canberra, 2007)

## Prix littéraires
Sorry
- Sélectionné pour le Miles Franklin Literary Award en 2008 ;
- Sélectionné pour le Orange Prize for Fiction en 2008;
- Traduction française (Pardon, Mercure de France) sélectionnée pour le Prix Femina étranger en 2008[2].

Dreams of Speaking
- Sélectionné pour le prix International IMPAC Dublin Literary Award  en 2008 ;
- Sélectionné pour le Miles Franklin Literary Award en 2007 ;
- Sélectionné pour le Orange Prize for Fiction en 2006.

Sixty Lights
- South Australian Premier's Awards, 2006 ;
- ALS Gold Medal, 2005 ;
- The Age Book of the Year Fiction Award, 2005 ;
- Western Australian Premier's Book Awards (Fiction) / Premier's Prize 2004 ;
- Sélectionné pour le Man Booker Prize (prix Booker) en 2004.

Black Mirror
- Nita Kibble Literary Award, 2003 ;
- Western Australian Premier's Book Awards (Fiction) 2002.

Fetish Lives
- Western Australian Premier's Book Awards (Fiction) / Premier's Prize 1997.

The House of Breathing
- Western Australian Premier's Book Awards (Fiction) 1993 ;
- FAW Barbara Ramsden Award, Prix du livre de l'année 1992 ;
- T. A. G. Hungerford Award, 1991.